# Primera guerra púnica
La primera guerra púnica (264-241 a. C.) fue la primera de tres guerras libradas entre Cartago y Roma, las dos principales potencias del Mediterráneo occidental a principios del siglo III a. C. La guerra duró 23 años, por lo que se convirtió en el conflicto continuo más largo y la mayor guerra naval de la antigüedad disputada por las dos potencias que lucharon por la supremacía. Las guerras se libraron principalmente en la isla mediterránea de Sicilia y sus aguas circundantes, y también en el norte de África. Después de inmensas pérdidas materiales y humanas en ambos bandos, los cartagineses perdieron la guerra.
La guerra comenzó en el 264 a. C. cuando los romanos se apoderaron de Mesina, en Sicilia. Entonces los romanos presionaron a Siracusa, la única potencia independiente significativa de la isla, para que se aliara con ellos y sitiaron la base principal de Cartago, Agrigento. Un gran ejército cartaginés intentó levantar el sitio en el 262 a. C., pero sufrió una grave derrota en la batalla homónima. Los romanos luego construyeron una armada para desafiar a los cartagineses, y gracias a tácticas novedosas, les infligieron varios reveses. Tomaron una base cartaginesa en Córcega, pero los cartagineses rechazaron el posterior ataque a Cerdeña, en el cual los romanos perdieron también la base corsa.
Aprovechando sus victorias navales, los romanos despacharon una flota a invadir el norte de África, que los cartagineses trataron de interceptar. Sin embargo, sufrieron un nuevo descalabro en la batalla del cabo Ecnomo, en la que fue posiblemente la batalla naval más grande de la historia por el número de combatientes. La invasión romana fue bien al comienzo y en el 255 a. C. los cartagineses pidieron la paz, pero las condiciones exigidas por el enemigo fueron tan duras que optaron por continuar luchando y vencieron a los invasores. Los romanos enviaron una flota para evacuar a sus supervivientes y los cartagineses se opusieron a ella en la batalla del cabo Hermeo, en la que sufrieron una nueva y dura derrota. Una tormenta destruyó la flota romana mientras regresaba a Italia; la escuadra perdió la mayoría de sus barcos y más de cien mil hombres.
La guerra continuó, sin que ningún bando pudiera obtener una ventaja decisiva. Los cartagineses atacaron y recuperaron Agrigento en el 255 a. C., pero creyeron que no podrían controlar la ciudad, por lo que la arrasaron y abandonaron. Los romanos reconstruyeron rápidamente su flota, añadieron doscientos veinte nuevos barcos y conquistaron Panormo —actual Palermo— en el 254 a. C., pero al año siguiente, perdieron ciento cincuenta barcos por una tormenta. Los cartagineses intentaron recuperar Panormo en el 251 a. C., pero perdieron la batalla que se libró junto a las murallas. Lentamente, en el 249 a. C., los romanos ocuparon la mayor parte de Sicilia y sitiaron las dos últimas fortalezas cartaginesas, en el extremo occidental de la isla. También acometieron por sorpresa a la flota enemiga, pero fueron vencidos en la batalla de Drépano. A esta victoria cartaginesa le siguió la de la Phintias, combate en el que los romanos perdieron la mayoría de los buques de guerra que les quedaban. Después de varios años de estancamiento, los romanos reconstruyeron su flota nuevamente en el 243 a. C. y bloquearon efectivamente las guarniciones cartaginesas. Cartago reunió una flota con la que socorrerlas, que acabó empero destruida en la batalla de las islas Egadas en 241 a. C., lo que obligó a las tropas cartaginesas aisladas en Sicilia a negociar la paz.
Finalmente se acordó un tratado por el cual Cartago pagó grandes indemnizaciones y Roma anexó Sicilia como provincia. A partir de entonces, la República romana fue la principal potencia militar del Mediterráneo occidental y, cada vez más, de la región mediterránea en su conjunto. El inmenso esfuerzo de construir mil galeras durante la guerra sentó las bases para el dominio marítimo de Roma durante seiscientos años. El final de la guerra desató una revuelta importante pero infructuosa dentro de Cartago. La competencia estratégica no resuelta entre Roma y Cartago llevó al estallido de la segunda guerra púnica en 218 a. C.

## Fuentes

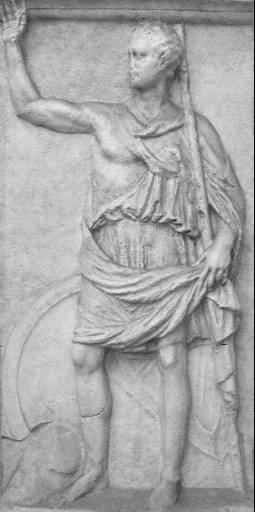
Polibio.

## Situación

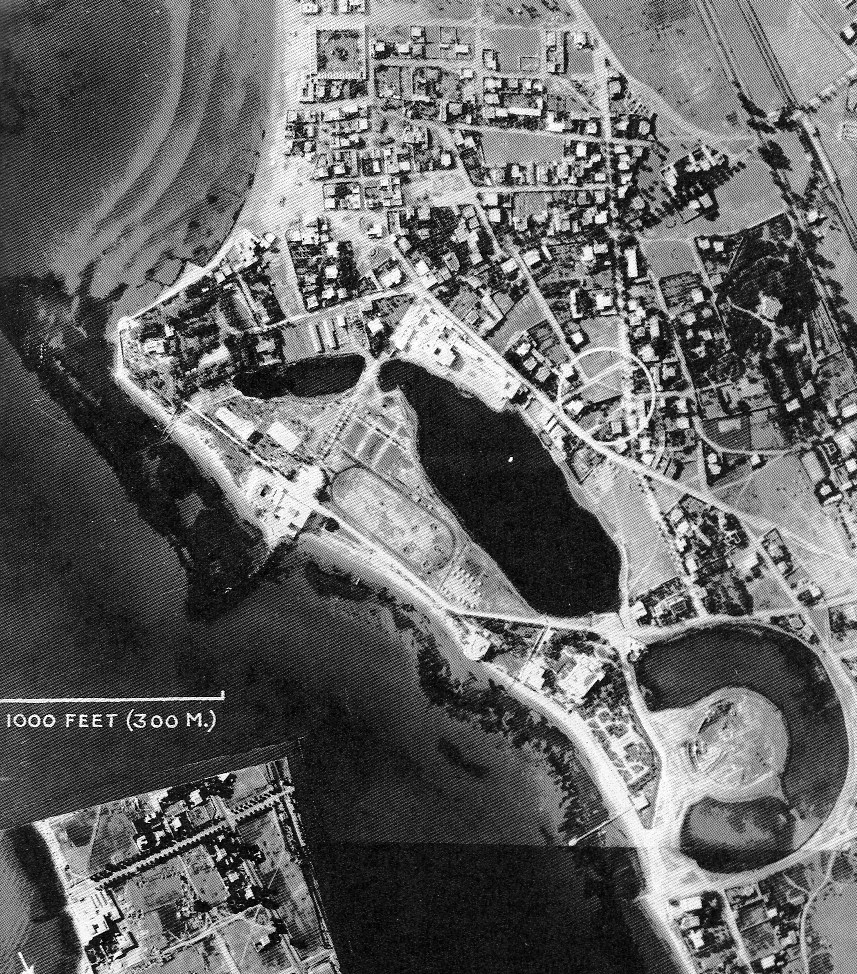
Fotografía aérea de los restos de la base naval de la ciudad de Cartago. Los restos del puerto mercante están en el centro y los del puerto militar, abajo a la derecha. Antes de la guerra, Cartago tenía la armada más poderosa del Mediterráneo occidental.

La República romana se estuvo expandiendo hostilmente en el sur de la Italia continental durante un siglo antes de la primera guerra púnica. Conquistó la Italia peninsular al sur del río Arno en el 272 a. C., cuando las ciudades griegas del sur —Magna Grecia— se sometieron al final de la guerra pírrica. Durante este período, Cartago, con su capital en lo que hoy es Túnez, llegó a dominar el sur de España, gran parte de las regiones costeras del norte de África, las Islas Baleares, Córcega, Cerdeña y la mitad occidental de Sicilia, territorios integrados en un imperio militar y comercial. A partir de 480 a. C., Cartago había librado una serie de guerras de resultado incierto contra las ciudades estado griegas de Sicilia, encabezadas por Siracusa. Hacia el 264 a. C. Cartago y Roma eran las potencias preeminentes en el Mediterráneo occidental. Los dos Estados habían afirmado varias veces su amistad mutua en alianzas oficiales: en 509 a. C., 348 a. C. y alrededor del 279 a. C. Las relaciones entre ellos eran buenas y les unían fuertes vínculos comerciales. Durante la guerra pírrica de 280-275 a. C., contra un rey de Epiro que luchó alternativamente contra Roma en Italia y Cartago en Sicilia, está última proporcionó recursos a los romanos y en al menos una ocasión usó su armada para transportar un contingente romano.
En 289 a. C., un grupo de mercenarios italianos conocidos como mamertinos, previamente contratados por Siracusa, ocupó la ciudad de Mesana —la actual Mesina— en el extremo noreste de Sicilia. Presionados por Siracusa, los mamertinos pidieron ayuda tanto a Roma como a Cartago en el 265 a. C. Los cartagineses actuaron primero, acuciaron a Hierón II, rey de Siracusa, para que no tomara más medidas y convenciera a los mamertinos de que aceptaran una guarnición cartaginesa. Según Polibio, se produjo un considerable debate en Roma sobre si aceptar el pedido de ayuda de los mamertinos. Como los cartagineses ya habían guarnecido Mesana, la aceptación podría conducir fácilmente a la guerra con Cartago. Los romanos no habían mostrado anteriormente ningún interés en Sicilia y no deseaban acudir en ayuda de los soldados que habían arrebatado injustamente una ciudad a sus legítimos poseedores. Sin embargo, muchos de ellos vieron ventajas estratégicas y monetarias si se afianzaban de Sicilia. El estancado Senado romano, posiblemente a instancias de Apio Claudio Cáudex, llevó el asunto a la asamblea popular en el 264 a. C. Cáudex animó a votar a favor de la acción y ofreció la perspectiva de un botín abundante; la asamblea popular decidió aceptar el pedido de los mamertinos; se nombró a Cáudex jefe de una expedición militar, con órdenes de pasar a Sicilia y colocar una guarnición romana en Mesana.

Territorio controlado por Roma y Cartago al comienzo de la guerra.

La guerra comenzó cuando los romanos desembarcaron en Sicilia en el 264 a. C. La ventaja naval cartaginesa no bastó para impedir la travesía romana por el estrecho de Mesina. Dos legiones mandadas por Cáudex marcharon a Mesana, donde los mamertinos habían expulsado a la guarnición cartaginesa de Hannón —sin relación con Hannón el Grande— y sufrieron un asedio conjunto de cartagineses y siracusanos. Las fuentes no tienen claro por qué, pero primero los siracusanos y luego los cartagineses se retiraron del sitio. Los romanos marcharon hacia el sur y, a su vez, sitiaron Siracusa, pero se retiraron pronto al carecer de fuerza suficiente y de líneas de suministro seguras, requisitos indispensables para poder rendir la plaza. La experiencia de los cartagineses durante los dos siglos anteriores de guerra en Sicilia indicaba que no era posible librar una batalla decisiva: los ejércitos se agotaban a causa de las grandes pérdidas y los gastos enormes; esto hizo que los dirigentes cartagineses esperaran que esta guerra siguiera un curso similar a las anteriores que habían librado en la isla. Mientras tanto, su abrumadora superioridad marítima permitiría que la guerra se disputase lejos del núcleo del imperio púnico,  que podía seguir prosperando pese a la contienda. Esto permitía a los cartagineses reclutar y pagar un ejército que operaría en campo abierto contra los romanos, mientras que sus ciudades de recias defensas podían ser abastecidas por mar y servir de base defensiva desde las que operar.

### Ejércitos

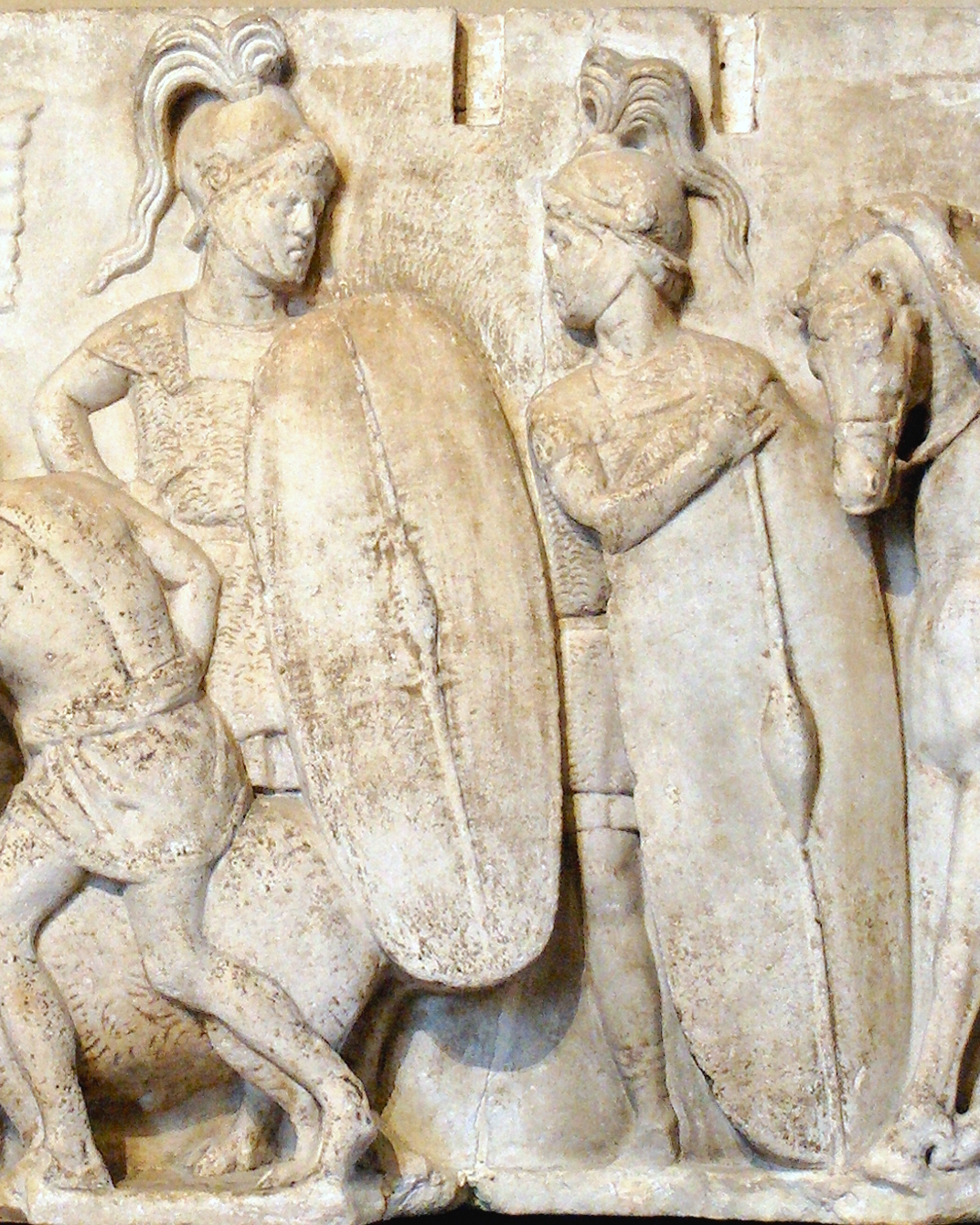
Detalle del relieve del altar de Domicio Enobarbo que muestra dos soldados de infantería romanos del a. C.

Los ciudadanos romanos adultos varones eran elegidos para el servicio militar; la mayoría servía como infantería, mientras que la minoría más rica aportaba el contingente de caballería. Tradicionalmente, los romanos reclutaban dos legiones, cada una de cuatro mil doscientos infantes y trescientos jinetes. Una pequeña parte de la infantería la componían escaramuzadores armados con jabalinas. El resto estaba equipado como infantería pesada, con armadura, un escudo grande y espada corta. Los infantes se dividían en tres filas, de las cuales la primera fila también llevaba dos jabalinas, mientras que los soldados de la segunda y la tercera portaban en su lugar una lanza. Tanto las subunidades legionarias como los legionarios individuales luchaban en un orden relativamente abierto. Por lo general, un ejército se formaba combinando una legión romana con otra de tamaño y equipo similares que proporcionaban los aliados latinos.
Los ciudadanos cartagineses solo servían en el ejército si existía una amenaza directa para la ciudad. En la mayoría de las circunstancias, el ejército cartaginés se nutría de extranjeros, muchos del norte de África, que proporcionaba varias tropas especializadas, entre ellas: infantería organizada en formación cerrada, equipada con grandes escudos, cascos, espadas cortas y lanzas largas y escaramuzadores de infantería ligera armados con jabalinas; caballería de choque que también combatía en formación cerrada —también conocida como «caballería pesada»— que portaba lanza; y escaramuzadores de caballería ligera que lanzaban jabalinas desde lejos y evitaban el combate cuerpo a cuerpo. Tanto Hispania como Galia proporcionaron infantería veterana: tropas desarmadas que cargaban ferozmente, aunque tenían reputación de rendirse si el combate se alargaba. La mayor parte de la infantería cartaginesa luchaba en una formación compacta conocida como falange, generalmente de dos o tres líneas. Se reclutaron honderos especializados en las islas Baleares. Los cartagineses también emplearon elefantes de guerra; en el norte de África habitaban por entonces elefantes forestales africanos. Las fuentes no tienen claro si llevaban torretas para transportar guerreros.

### Armadas
Los quinquerremes, barcos de cinco remos como indica el nombre, fueron la principal nave de las flotas romana y cartaginesa durante las guerras púnicas. Tan ubicuo era este tipo de navío que Polibio lo usa como abreviatura de «buque de guerra» en general. Un quinquerreme llevaba una tripulación de trescientos hombres: doscientos ochenta remeros y veinte tripulantes y oficiales de cubierta. También llevaba normalmente una dotación de cuarenta infantes de marina —generalmente soldados asignados al barco—, que aumentaba hasta los ciento veinte si se pensaba que la batalla era inminente.

El corvus, el sistema de abordaje romano.

Lograr que los remeros remaran como una unidad, por no hablar de ejecutar maniobras de batalla más complejas, requería un entrenamiento largo y arduo. Al menos la mitad de los remeros necesitaban haber tenido algo de experiencia para que el barco se manejara con eficacia. Como resultado, los romanos estaban inicialmente en desventaja frente a los cartagineses, más experimentados en el mar. Para contrarrestar esto, los romanos introdujeron el corvus, un puente de 1,2 metros de ancho y 11 metros de largo, con un pincho pesado en la parte inferior, que se diseñó para perforar y anclar en la cubierta del barco enemigo. Permitía a los legionarios que actuaban como infantes de marina abordar naves enemigas y apresarlas, en lugar de emplear la anterior táctica tradicional de embestirlas con el espolón de la proa.
Todos los buques de guerra estaban equipados con arietes, un juego triple de hojas de bronce de sesenta centímetros de ancho y hasta doscientos setenta kilogramos de peso que se colocaban en la línea de flotación. En el siglo anterior a las guerras púnicas, el abordaje se había vuelto cada vez más común y la embestida había disminuido, ya que los buques más grandes y pesados adoptados en este período carecían de la velocidad y maniobrabilidad necesarias para embestir, mientras que su construcción más robusta reducía el efecto del espolón incluso en caso de impacto directo. La adopción romana del corvus fue una consecuencia de esta tendencia y compensó su desventaja inicial en navegación. El peso adicional en la proa comprometía tanto la maniobrabilidad del barco como su navegabilidad, y  con el mar agitado, el corvus se volvía inútil.

## Sicilia 264-256a.C.

Sicilia, escenario principal de la guerra.

Gran parte de la guerra se libró en Sicilia o en las aguas cercanas. Lejos de las costas, su terreno accidentado dificultaba la maniobra de grandes ejércitos y favorecía la defensa frente a la ofensiva. Las operaciones terrestres se limitaron en gran medida a incursiones, asedios y hostigamiento; en veintitrés años de guerra en Sicilia solo hubo dos batallas campales a gran escala: la de Agrigento en el 262 a. C. y la de Palermo en el 250 a. C. La labor de guarnición y los bloqueos terrestres eran las operaciones más comunes para ambos ejércitos que las batallas en campo abierto.
Desde antiguo, los romanos nombraban cada año a dos jefes militares, los cónsules, para que mandasen cada uno un ejército. A los dos del año 263 a. C. se los despachó a Sicilia al frente de cuarenta mil soldados. Siracusa sufrió un nuevo asedio y, como no esperaba recibir auxilio cartaginés alguno, se apresuró a hacer las paces con los romanos: se convirtió en aliado romano, pagó una indemnización de cien talentos de plata y, quizás lo más importante, accedió a ayudar a abastecer al ejército romano en Sicilia. Tras la deserción de Siracusa, varias pequeñas dependencias cartaginesas pasaron a manos de los romanos. Los cartagineses hicieron de Agrigento, una ciudad portuaria en mitad de la costa meridional de Sicilia, su centro estratégico, por lo que los romanos marcharon sobre ella en 262 a. C. y la sitiaron. Los sitiadores tenían un sistema de abastecimiento insuficiente, en parte porque la supremacía naval cartaginesa les impedía enviar suministros por mar, y también porque no estaban acostumbrados a alimentar a un ejército de cuarenta mil hombres. La mayor parte del ejército se dispersó en una amplia zona cuando llegó la época de la cosecha, tanto para participar en esta labor como para recolectar alimentos. Los cartagineses, mandados por Aníbal Giscón, los acometieron con fuerza, los tomaron por sorpresa y penetraron en su campamento, pero los romanos se reunieron y los vencieron. Después de este combate, ambos bandos se mostraron más cautelosos.

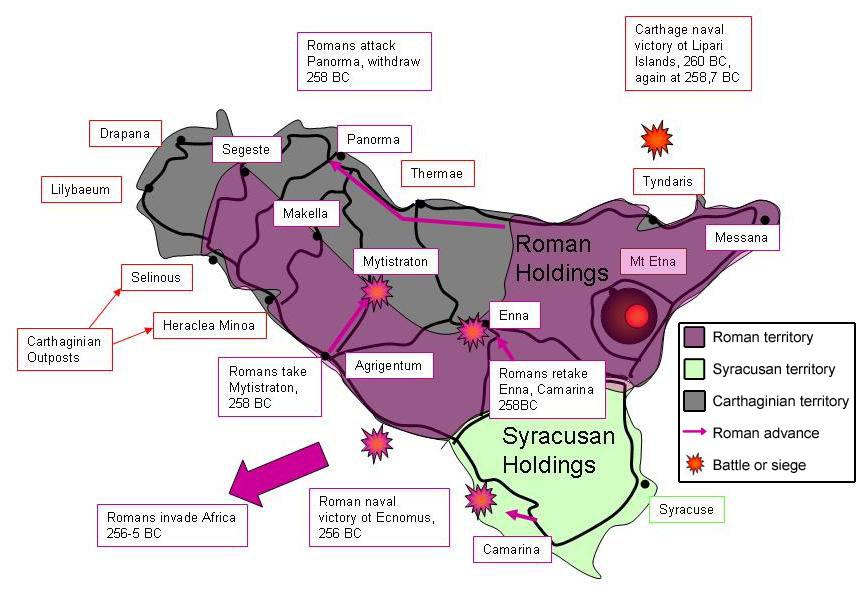
Continuación del avance romano 260-256 a. C.

Mientras tanto, Cartago reclutó un ejército cuyo mando entregó a Hannón, hijo de Aníbal, compuesto por cincuenta mil infantes, seis mil jinetes y sesenta elefantes, formado en parte por mercenarios ligures, celtas e iberos, que se reunió en África y se envió a Sicilia. Hannón marchó en auxilio de Agrigento cinco meses después de que comenzara el asedio. Cuando llegó, simplemente acampó en un terreno elevado, participó en escaramuzas inconexas y se dedicó a adiestrar a su ejército; después de dos meses, en la primavera del 261 a. C., atacó finalmente, pero resultó derrotado y sufrió grandes pérdidas en la batalla de Agrigento. Los romanos, bajo ambos cónsules —Lucio Postumio Megelo y Quinto Mamilio Vítulo—, lo persiguieron y se apoderaron de los elefantes y de los suministros cartagineses. Esa noche la guarnición cartaginesa escapó mientras los romanos estaban distraídos, y al día siguiente, estos últimos se apoderaron de la ciudad y sus habitantes; vendieron a veinticinco mil de ellos como esclavos.
Tras este triunfo romano, la guerra se difuminó durante varios años: los dos bandos obtuvieron victorias menores, pero ambos carecían de un objetivo bélico claro. En parte esto se debió a que los romanos destinaron muchos de sus recursos a una campaña finalmente infructuosa contra Córcega y Cerdeña, y luego a la igualmente estéril expedición a África. Después de tomar Agrigento, avanzaron hacia el oeste para sitiar Mitístrato durante siete meses, sin éxito. En 259 a. C. se encaminaron a Thermae (la actual Termini Imerese) en la costa norte, pero, como consecuencia de una disputa con los aliados, estos y los romanos acamparon por separado. Amílcar lo aprovechó para emprender un contraataque que sorprendió a uno de los dos grupos de enemigos cuando se disponía a levantar el campamento; la arremetida cartaginesa infligió entre cuatro mil y seis mil muertos a los romanos. Amílcar pasó a tomar Enna, en el centro de Sicilia, y Camarina, en el sureste, peligrosamente cerca de Siracusa, y parecía estar cerca de adueñarse de toda Sicilia. Al año siguiente, los romanos volvieron a tomar Enna y finalmente conquistaron Mitístrato; luego se trasladaron a Panormo —el Palermo moderno—, pero tuvieron que retirarse, aunque se hicieron con Hipana y en 258 a. C. recobraron Camarina después de un largo asedio. Durante los años siguientes, continuaron en Sicilia las pequeñas incursiones, las escaramuzas y el cambio de bando ocasional de alguna de las ciudades menores.

## Roma construye una flota

Representación de la posición de los remeros de los tres niveles de remos diferentes en un trirreme griego.

La guerra en Sicilia llegó a un punto muerto, ya que los cartagineses se concentraron en defender sus ciudades y pueblos; estos estaban en su mayoría en la costa y por lo tanto podrían ser abastecidos y reforzados sin que los romanos pudieran usar su ejército para interceptarles. El foco de la guerra se desplazó hacia el mar, donde los romanos tenían poca experiencia; en las pocas ocasiones en que habían sentido previamente la necesidad de una presencia naval, por lo general habían confiado en pequeños escuadrones proporcionados por sus aliados latinos o griegos. En 260 a. C., los romanos se propusieron construir una flota y utilizaron un quinquerreme cartaginés naufragado como modelo para sus barcos. Como constructores de barcos novatos, los romanos construyeron copias que eran más pesadas que las embarcaciones cartaginesas y, por lo tanto, más lentas y menos maniobrables.
Los romanos construyeron 120 buques de guerra y los enviaron a Sicilia en el 260 a. C. para que sus tripulaciones realizaran el entrenamiento básico. Uno de los cónsules del año, Cneo Cornelio Escipión Asina, navegó con los primeros 17 barcos para llegar a las islas Lipari, un poco lejos de la costa noreste de Sicilia, en un intento de apoderarse del puerto principal de las islas, Lipara. La flota cartaginesa estaba comandada por Aníbal Giscón, el general que había comandado la guarnición de Agrigento, y tenía su base en Palermo, a unos 100 kilómetros de Lipara. Cuando Aníbal se enteró del movimiento de los romanos, envió 20 barcos bajo el mando de Boodes hacia el pueblo, llegaron de noche y atraparon a los romanos en el puerto. Los barcos de Boodes atacaron y los hombres inexpertos de Escipión ofrecieron poca resistencia, lo que resultó que entraran en pánico y huyeran tierra adentro por lo que tomaron al propio cónsul como prisionero y capturaron todos los barcos romanos, la mayoría con pocos daños. Un poco más tarde, Aníbal estaba de exploración con 50 barcos cartagineses cuando se encontró con la flota romana completa. Escapó, pero perdió la mayoría de sus barcos. Fue después de esta escaramuza cuando los romanos instalaron el corvus en sus barcos.
El compañero cónsul de Escipión, Cayo Duilio, colocó las unidades del ejército romano bajo subordinados, tomó el mando de la flota y navegó rápidamente, en busca de la batalla. Las dos flotas se encontraron frente a la costa de Milazzo en la batalla de Milas, Aníbal tenía 130 barcos, y el historiador John Lazenby calcula que Duilio tenía aproximadamente el mismo número. Los cartagineses anticiparon la victoria, debido a la experiencia superior de sus tripulaciones, y sus galeras más rápidas y maniobrables, y rompieron la formación para acercarse rápidamente a los romanos. Los primeros 30 barcos cartagineses sufrieron el agarre de los corvus y los romanos los abordaron con éxito, incluido el barco de Aníbal, aunque escapó en un esquife. Al ver esto, los cartagineses restantes se abrieron de par en par e intentaron batir a los romanos por los lados o por la retaguardia, pero estos contraatacaron con éxito y capturaron otras 20 embarcaciones cartaginesas. Los cartagineses sobrevivientes interrumpieron la acción y, al ser más rápidos que los romanos, pudieron escapar. Duilio zarpó para relevar la ciudad romana de Segesta, que había estado sitiada.

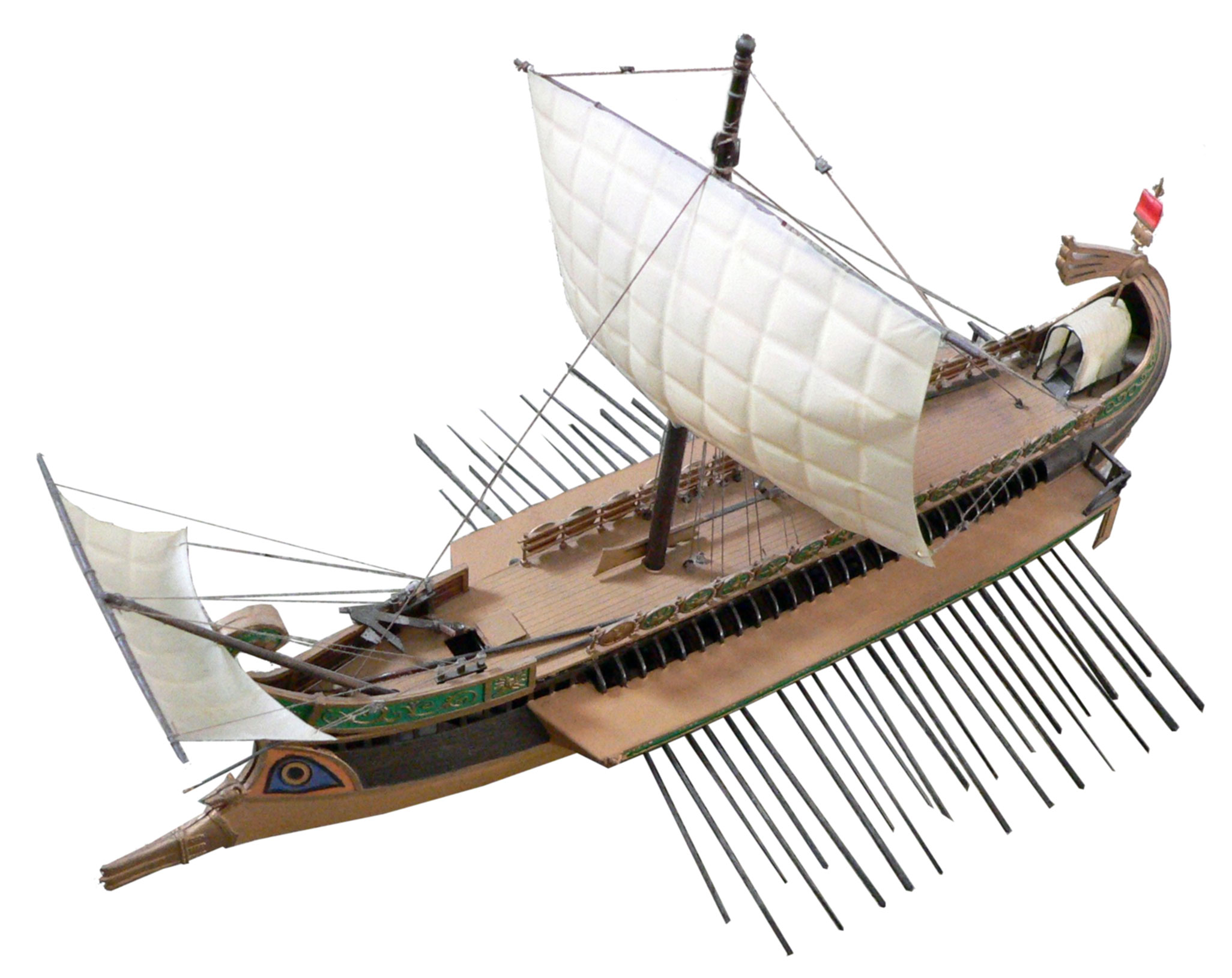
Representación moderna de un trirreme romano.

Desde principios del 262 a. C., los barcos cartagineses habían asaltado la costa italiana desde sus bases en Cerdeña y Córcega. El año después de Milas, 259 a. C., el cónsul Lucio Cornelio Escipión dirigió parte de la flota contra Aléria en Córcega y la capturó. Luego atacó Olbia en Cerdeña, pero rechazaron el ataque, ocasionando que perdiera Aléria. En 258 a. C., una flota romana más fuerte se enfrentó a una flota cartaginesa más pequeña en la batalla de Sulci frente a la ciudad de Sulci, en el oeste de Cerdeña, e infligió una gran derrota. Los soldados del comandante cartaginés Aníbal Giscón, que los abandonó y huyó a Sulci, lo capturaron posteriormente y fue crucificado. A pesar de esta victoria, los romanos, que intentaban apoyar ofensivas simultáneas contra Cerdeña y Sicilia, no pudieron explotarla, y el ataque a la Cerdeña controlada por cartagineses se agotó.
En el 257  a. C., la flota romana estaba anclada frente a Tyndaris, en el noreste de Sicilia, cuando la flota cartaginesa, sin darse cuenta de su presencia, navegó en formación abierta. El comandante romano, Cayo Atilio Régulo Serrano, ordenó un ataque inmediato, por lo que inició la batalla de Tíndaris. Esto llevó a que la flota romana a su vez se hiciera a la mar de forma desordenada. Los cartagineses respondieron rápidamente; embistieron y hundieron nueve de los diez principales barcos romanos. Cuando la principal fuerza romana entró en acción, hundieron ocho barcos cartagineses y capturaron diez. Los cartagineses se retiraron, otra vez más rápidos que los romanos y, por lo tanto, capaces de escapar sin más pérdidas. Los romanos luego asaltaron tanto Lipari como Malta.

## Invasión de África

1: Los romanos desembarcan y capturan Aspis. (256 a. C.)
2: Victoria romana en Aspis. (256 a. C.)
3: Los romanos capturan Túnez. (256 a. C.)
4: Jantipo parte de Cartago con un gran ejército. (255 a. C.)
5: Los romanos son derrotados en la batalla de Túnez. (255 a. C.)
6: Los romanos se retiran hacia Aspis y abandonan África. (255 a. C.)

Sus victorias navales en Milas y Sulci, y su frustración por el estancamiento en Sicilia, llevaron a los romanos a adoptar una estrategia basada en el mar y desarrollar un plan para invadir el corazón cartaginés en el norte de África y amenazar Cartago —cerca de Túnez—. Ambos bandos decidieron establecer la supremacía naval e invirtieron grandes cantidades de dinero y mano de obra para mantener y aumentar el tamaño de sus armadas. La flota romana de 330 buques de guerra y un número indeterminado de transportes zarpó de Ostia, el puerto de Roma, a principios del 256 a. C., comandada por los cónsules del año, Marco Atilio Régulo y Lucio Manlio Vulsón Longo. Los romanos planeaban cruzar el mar Mediterráneo e invadir lo que ahora es Túnez, poco antes de la batalla, embarcaron aproximadamente a 26 000 legionarios de las fuerzas romanas en Sicilia.
Los cartagineses conocían las intenciones de los romanos y reunieron todos sus 350 buques de guerra al mando de Hannón el Grande y Amílcar, frente a la costa sur de Sicilia para interceptarlos. Con un total combinado de alrededor de 680 buques de guerra que transportan hasta 290 000 tripulantes e infantes de marina, la subsiguiente batalla del cabo Ecnomo fue posiblemente la batalla naval más grande de la historia por el número de combatientes involucrados. Al comienzo de la batalla, los cartagineses tomaron la iniciativa con la esperanza de que sus habilidades navales, superiores a la de los romanos, les beneficiara en la batalla. Después de un día de lucha prolongada y confusa, los cartagineses terminaron siendo derrotados, en la cual 30 barcos se hundieron y los romanos capturaron 64, aunque 24 de sus barcos también se hundieron.
Después de la victoria, el ejército romano, comandado por Marco Atilio Régulo, desembarcó en África cerca de Aspis —actual Kélibia— en la península de cabo Bon y comenzó a devastar el campamento cartaginés. Después de un breve asedio, Aspis acabó capturada. La mayoría de los barcos romanos regresaron a Sicilia, por lo que dejaron a Régulo con 15 000 soldados de infantería y 500 de caballería para continuar la guerra en África; Régulo sitió la ciudad de Adís. Los cartagineses llamaron a Amílcar que estaba en Sicilia con 5000 soldados de infantería y 500 de caballería y lo pusieron al mando junto a Asdrúbal y un tercer general llamado Bostar de un ejército, aproximadamente del mismo tamaño que la fuerza romana, que era fuerte en caballería y elefantes. Los cartagineses establecieron un campamento en una colina cerca de Adís, y los romanos llevaron a cabo una marcha nocturna y lanzaron un ataque sorpresa al amanecer contra ellos desde dos direcciones. Después de confusos combates, los cartagineses se separaron y huyeron, aunque se desconocen sus pérdidas, sus elefantes y caballería escaparon con pocas bajas.
Los romanos siguieron y capturaron Túnez, a solo 16 km de Cartago. Desde Túnez, los romanos asaltaron y devastaron el área inmediata alrededor de Cartago. Desesperados, los cartagineses pidieron la paz, pero Régulo ofreció términos tan duros que los cartagineses decidieron seguir con la lucha. Entregaron el cargo del entrenamiento de su ejército al comandante mercenario espartano Jantipo. En 255 a. C., Jantipo dirigió un ejército de 12 000 infantes, 4000 jinetes y 100 elefantes contra los romanos y los derrotó en la batalla de Túnez. Aproximadamente 2000 romanos se retiraron a Aspis, aunque capturaron a 500, incluido Régulo, y el resto murieron. Jantipo, temeroso de la envidia de los generales cartagineses a los que había superado, aceptó su paga y regresó a Grecia. Los romanos enviaron una flota para evacuar a sus supervivientes, pero una flota cartaginesa les interceptó frente al cabo Bon —en el noreste de la actual Túnez— y en la batalla del cabo Hermaeum los cartagineses sufrieron una fuerte batalla, en la cual perdieron 114 barcos capturados. Una tormenta devastó la flota romana mientras regresaba a Italia, con 384 barcos hundidos de un total de 464 y 100 000 hombres perdidos, la mayoría aliados latinos no romanos. Es posible que la presencia de los corvus hiciera que los barcos romanos no fueran inusualmente aptos para navegar y no existe constancia de que se hayan utilizado después de este desastre.

## Sicilia 255-248a.C.

Ataques romanos (253-251 a. C.).

Habiendo perdido la mayor parte de su flota en la tormenta del 255 a. C., los romanos la reconstruyeron rápidamente y agregaron 220 nuevos barcos. En el 254 a. C. los cartagineses atacaron y capturaron Agrigento, pero con pocas esperanzas de controlar la ciudad, la quemaron, arrasaron sus murallas y se fueron. Mientras tanto, los romanos lanzaron una ofensiva en Sicilia. Toda su flota, al mando de ambos cónsules, atacó Panormo a principios de año, rodearon y bloquearon la ciudad e instalaron armas de asedio. Estas abrieron una brecha en las murallas que asaltaron los romanos, capturaron la ciudad exterior y no dieron cuartel, lo que dio paso a que el centro de la ciudad se rindiera rápidamente. Los 14 000 habitantes que podían permitírselo pagaron su propio rescate y vendieron a los 13 000 restantes como esclavos. Gran parte del interior occidental de Sicilia pasó a manos de los romanos: Ietas, Solunte, Petra y Tíndaris llegaron a un acuerdo.
En el 253 a. C., los romanos volvieron a cambiar su enfoque hacia África y llevaron a cabo varias incursiones. Perdieron otros 150 barcos, de una flota de 220, en una tormenta cuando regresaban de atacar la costa norteafricana al este de Cartago, pero la terminaron reconstruyendo de nuevo. Al año siguiente, los romanos centraron su atención en el noroeste de Sicilia, por lo que enviaron una expedición naval hacia Lilibea. En el camino, los romanos tomaron y quemaron las ciudades cartaginesas de Selinunte y Heraclea Minoa, pero no pudieron apoderarse de  Lilibea. En 252 a. C. capturaron Thermae y Lipara, que habían sido aisladas por la caída de Panormo, pero evitaron la batalla en 252 y 251 a. C., según Polibio porque temían a los elefantes de guerra que los cartagineses habían enviado a Sicilia.

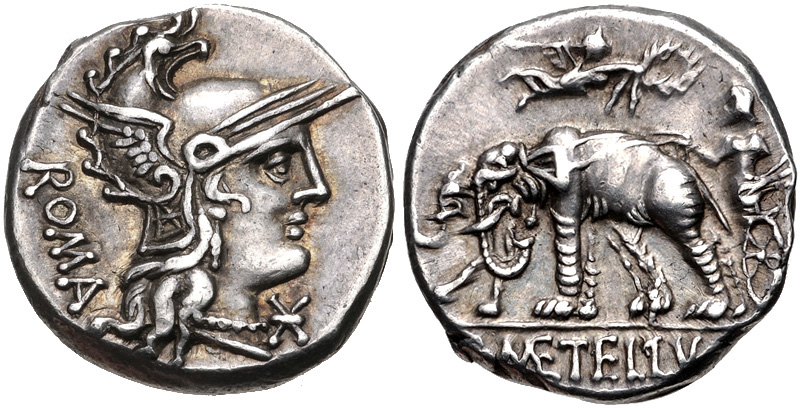
Denario de Cayo Cecilio Metelo Caprario, acuñado en 125 a. C. El reverso representa el triunfo de su antepasado Lucio Cecilio Metelo, con los elefantes que había capturado en Palermo.

A finales del verano de 251 a. C., el comandante cartaginés Asdrúbal, —que se había enfrentado a Régulo en África— al enterarse de que un cónsul había dejado Sicilia para pasar el invierno con la mitad del ejército romano, avanzó sobre Panormo y devastó los campos. El ejército romano, que se había dispersado para recoger la cosecha, se retiró a Panormo. Asdrúbal avanzó audazmente a la mayor parte de su ejército, incluidos los elefantes, hacia las murallas de la ciudad. El comandante romano Lucio Cecilio Metelo envió escaramuzadores para hostigar a los cartagineses, y los mantenía constantemente abastecidos de jabalinas que obtenían de los suministros de la ciudad. El suelo estaba cubierto de excavaciones, hechas durante el asedio romano, lo que dificultaba el avance de los elefantes. Heridos por las jabalinas e incapaces de defenderse, los elefantes huyeron a través de la infantería cartaginesa. Metelo movió de manera oportuna una gran fuerza al flanco izquierdo de los cartagineses, y cargó contra sus desordenados oponentes, lo que hizo que huyeran; Metelo capturó diez elefantes, pero no permitió que se persiguiese al enemigo. Los relatos contemporáneos no informan de las pérdidas de ninguno de los bandos, y los historiadores modernos consideran improbables las afirmaciones posteriores de entre veinte mil y treinta mil víctimas cartaginesas.

Ataques romanos (250-249 a. C.).

Animados por su victoria en Panormo, un gran ejército comandado por los cónsules del año, Publio Claudio Pulcro y Lucio Junio Pulo, se movió contra Lilibea, la principal base cartaginesa en Sicilia, y sitió la ciudad, también su flota de 200 barcos recién reconstruida bloqueó el puerto. Al principio del bloqueo, cincuenta quinquerremes cartagineses se reunieron frente a las islas Egadas, que se encuentran a 15-40 km al oeste de Sicilia. Una vez que hubo un fuerte viento del oeste, navegaron hacia Lilibea antes de que los romanos pudieran reaccionar y desembarcaron refuerzos y una gran cantidad de suministros, y gracias a que salieron de noche, pudieron evadirlos y rescatar a la caballería cartaginesa. Los romanos sellaron el acceso terrestre a Lilibea con campamentos y muros de tierra y madera, aunque también hicieron repetidos intentos de bloquear la entrada del puerto con un fuerte barricada de madera, debido a las condiciones del mar prevalecientes no tuvieron éxito. La guarnición cartaginesa se mantuvo abastecida por corredores de bloqueo, quinquerremes ligeros y maniobrables con tripulaciones altamente capacitadas y prácticos experimentados.
Pulcro decidió atacar la flota cartaginesa, que estaba en el puerto de la cercana ciudad de Drépano —actual Trapani—, zarparon de noche para realizar un ataque sorpresa, pero se dispersaron en la oscuridad. El comandante cartaginés Aderbal pudo llevar su flota al mar antes de que quedaran atrapados y contraatacados en la batalla de Drépano. Los romanos se quedaron atascados contra la orilla y, después de un duro día de lucha, fueron derrotados en gran medida por los barcos cartagineses más maniobrables con sus tripulaciones mejor entrenadas, y en consecuencia, se convirtió en la mayor victoria naval de la guerra por parte de Cartago. Cartago se volvió hacia la ofensiva marítima, lo que hizo que infligiera otra dura derrota naval en la batalla de Phintias y casi barriera a los romanos del mar. Pasarían siete años antes de que Roma volviera a intentar desplegar una flota sustancial, mientras que Cartago puso la mayoría de sus barcos en reserva para ahorrar dinero y liberar mano de obra.

## Conclusión

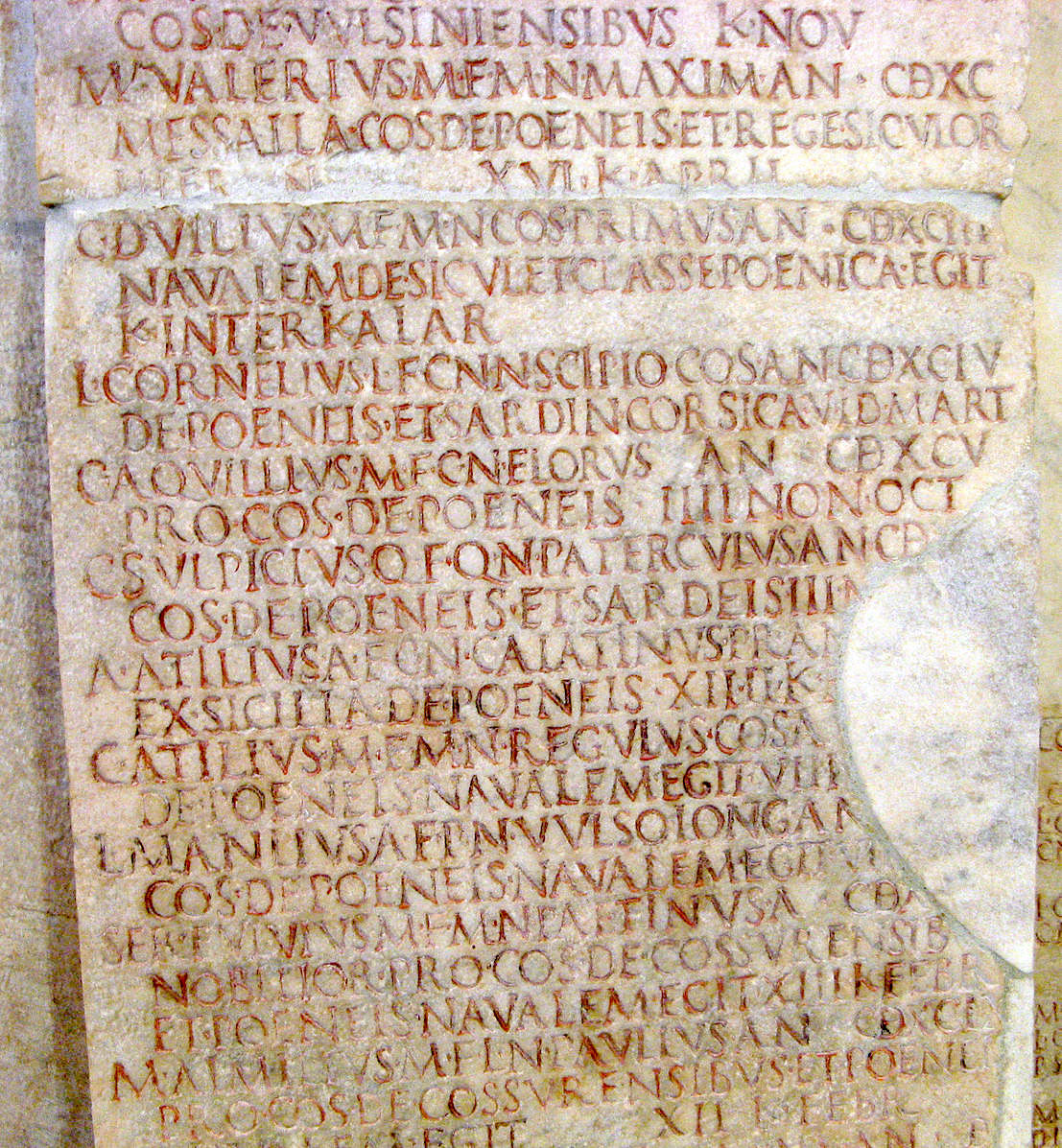
Un fragmento de los Fasti Triumphales, que enumera todos los triunfadores romanos de la guerra.

Hacia el 248 a. C., los cartagineses ocupaban solo dos ciudades en Sicilia: Lilibea y Drépano, que estaban bien fortificadas y situadas en la costa occidental, donde podían ser abastecidas y reforzadas sin que los romanos pudieran utilizar su ejército superior para interferir. Cuando Amílcar Barca tomó el mando de los cartagineses en Sicilia en el 247 a. C. sólo recibió un pequeño ejército y la flota se retiraba gradualmente. Las hostilidades entre las fuerzas romanas y cartaginesas se redujeron a operaciones terrestres a pequeña escala, lo que se adaptaba a la estrategia cartaginesa. Amílcar empleó tácticas de armas combinadas en una estrategia fabiana desde su base en Eryx, al norte de Drépano. Esta guerra de guerrillas mantuvo a las legiones romanas inmovilizadas y preservó el punto de apoyo de Cartago en Sicilia.
Después de más de 20 años de guerra, ambos estados estaban agotados financiera y demográficamente. La evidencia de la situación financiera de Cartago incluye su solicitud de un préstamo de 2000 talentos del Egipto ptolemaico, aunque se lo rechazaron. Roma también estaba cerca de la bancarrota y el número de ciudadanos varones adultos, que proporcionaban la mano de obra para la marina y las legiones, había disminuido en un 17 por ciento desde el comienzo de la guerra. Goldsworthy describe las pérdidas de mano de obra romana como «espantosas».
A fines del 243 a. C., al darse cuenta de que no capturarían Drépano y Lilibea a menos que pudieran extender su bloqueo al mar, el Senado romano decidió construir una nueva flota. Con las arcas del estado agotadas, el Senado solicitó préstamos a los ciudadanos más ricos de Roma para financiar la construcción de un barco cada uno, reembolsables con las reparaciones que se impondrían a Cartago una vez ganada la guerra. El resultado fue una flota de aproximadamente 200 quinquerremes, construida, equipada y tripulada sin gastos del gobierno. Los romanos modelaron los barcos de su nueva flota a partir de un corredor de bloqueo capturado con cualidades especialmente buenas. A estas alturas, los romanos tenían experiencia en la construcción naval y, con un buque probado como modelo, producían quinquerremes de alta calidad. Es importante destacar que abandonaron el corvus, lo que mejoró la velocidad y el manejo de los barcos, pero obligó a los romanos a cambiar de táctica; tendrían que ser marineros superiores, en lugar de soldados superiores, para vencer a los cartagineses.
Los cartagineses construyeron una flota más grande que tenían la intención de utilizar para llevar suministros a Sicilia, luego embarcaría a gran parte del ejército cartaginés estacionado allí para utilizarlo como marines, pero la 
interceptó una flota romana al mando de Cayo Lutacio Cátulo y Quinto Valerio Faltón, y en la reñida batalla de las islas Egadas, los romanos mejor entrenados derrotaron a la flota cartaginesa sin personal y mal entrenada. Después de lograr esta victoria decisiva, los romanos continuaron sus operaciones terrestres en Sicilia contra Lilibea y Drépano. El Senado cartaginés se mostró reacio a asignar los recursos necesarios para construir y tripular otra flota. En cambio, ordenó a Amílcar que negociara un tratado de paz con los romanos, que dejó en manos de su subordinado Giscón. Firmaron el tratado de Lutacio (241 a. C.) y puso fin a la primera guerra púnica: Cartago evacuó Sicilia, entregó todos los prisioneros tomados durante la guerra y pagó una indemnización de 3200 talentos durante diez años.

## Consecuencias

El territorio cedido a Roma por Cartago se muestra en rosa.

La guerra duró veintitrés años: fue la más larga de la historia romano-griega y la contienda naval más grande del mundo antiguo. Una vez concluida, Cartago intentó evitar pagar lo que adeudaba a las tropas extranjeras que habían combatido en sus filas. Estas finalmente se rebelaron; se les unieron muchos grupos locales descontentos. La rebelión acabó siendo sofocada, si bien con gran dificultad y considerable salvajismo. En el 237 a. C., Cartago preparó una expedición para recuperar la isla de Cerdeña, que anteriormente habían perdido los rebeldes recién vencidos. Cínicamente, los romanos declararon que consideraban esto un acto de guerra, por lo que añadieron en sus términos de paz la cesión de Cerdeña y Córcega y el pago de una indemnización adicional de mil doscientos talentos. Debilitada por treinta años de guerra, Cartago accedió para evitar un nuevo conflicto con Roma; el pago adicional y la renuncia de Cerdeña y Córcega se añadieron al tratado como codicilo. Estas acciones de Roma alimentaron el resentimiento en Cartago, que no se resignó a aceptar el papel que le asignaba Roma, y se consideran factores que contribuyeron al estallido de la segunda guerra púnica.
El papel principal de Amílcar Barca en la derrota de las tropas extranjeras amotinadas y los rebeldes africanos aumentó enormemente el prestigio y el poder de la familia de los bárcidas. En el 237 a. C. Amílcar dirigió a muchos de sus veteranos en una expedición para expandir las posesiones cartaginesas en el sur de Iberia —la España actual—. La región se convirtió a lo largo de los veinte años siguientes en un feudo semiautónomo de los bárcidas y fue la fuente de gran parte de la plata utilizada para pagar la gran indemnización adeudada a Roma.
Para Roma, el final de la primera guerra púnica marcó el inicio de su expansión más allá de la península itálica. Sicilia fue la primera provincia romana, cuyo gobierno se encomendó a un expretor; se volvería importante para Roma como fuente de cereales. Cerdeña y Córcega, combinadas, también pasaron a formar una provincia romana y a ser una fuente de grano. La gobernaba un pretor que hubo de mantener copiosas tropas al menos durante los siete años siguientes para someter a los isleños. A Siracusa se le concedió la independencia nominal y el estatus de aliado durante la vida de Hierón II. A partir de entonces, Roma fue la principal potencia militar del Mediterráneo occidental y, cada vez más, de la región mediterránea en su conjunto. Los romanos habían construido más de mil galeras durante la guerra, y esta experiencia de construcción, dotación, entrenamiento, suministro y mantenimiento de tantos barcos sentó las bases del dominio marítimo de Roma durante seiscientos años. Pese a ello, la cuestión de qué Estado controlaría el Mediterráneo occidental permaneció incierta, y el asedió cartaginés en el 218 a. C. de la ciudad levantina de Sagunto, protegida por los romanos, desencadenó la segunda guerra púnica con Roma.